# جوزيف سامسون (ممثل)
جوزيف إيزيدور سامسون ولد في سان دوني في 2جويلية1793وتوفي في 29 مارس1871في باريس
هو ممثل وكاتب مسرحي فرنسي .

## سيرة شخصية
كان والده صانعًا لعصير الليمون. ثم تم تعيينه ككاتب لدى محامٍ في كوربيل . ثم عاد إلى باريس وعمل في مكتب اليانصيب. في سن السادسة عشر، دخل المعهد الموسيقي. وحصل على الجائزة الكوميدية الأولى. بدأ في ديجون ثم انضم إلى مسرح روان. تم التعرف على موهبته، فقام الكوميدي فرانسيز بتجنيده وأصبح عضوًا فيها عام 1827 . واجه مشاكل مالية، تزوج وأنجب أربعة أطفال، والتحق بمسرح القصر الملكي ثم عاد وهو أستاذ الإلقاء في الكونسرفتوار .
أنشأ مع البارون إيزيدور تاليورجمعية الفنانين المسرحيين. في عام 1855 ثم قام بتثبيت كرسي التاريخ والأدب المطبق على الفن الدرامي .

## أعماله
مسرح

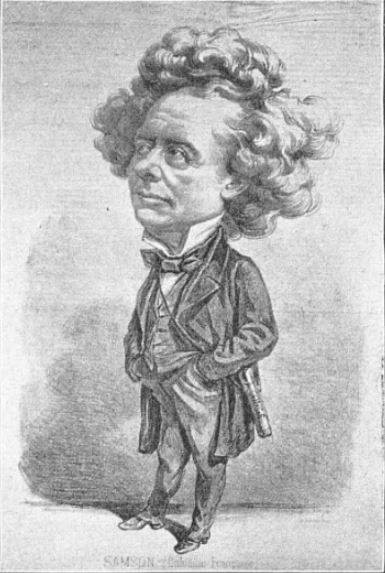
كاريكاتير لجوزيف إيزيدور شمشون.

- عيد موليير ، كوميديا عرضية في فصل واحد وفي شعر، باريس، مسرح أوديون ،15 janvier 1825
- الحماة والصهر ، كوميديا في 3 فصول، شعرًا، باريس، مسرح أوديون،20 avril 1826
- الترمل ، كوميديا في 3 أعمال وشعر، باريس، المسرح الفرنسي ،27 mai 1842
- خطيئة الشباب ، كوميديا في فصل واحد، ممزوجة بالأغنية، مع جول دو وايلي. باريس، مسرح فودفيل ،28 mars 1843
- عائلة بواسون، أو عائلة كريسبين الثلاثة ، كوميديا في فصل واحد، باريس، المسرح الفرنسي،15 décembre 1845
- La Dot de ma fille ، كوميديا في فصل واحد، في الشعر، باريس، المسرح الفرنسي،13 décembre 1854

## مسرح

### مهنة فيالكوميدي فرانسيز
الدخول عام 1826
عُين العضو 241 عام 1827
المغادرة عام 1863
عميد من 1842 إلى 1863
1. ↑  Henry Lyonnet (1904). Dictionnaire des comédiens français, ceux d'hier : biographie, bibliographie, iconographie.... T. 2. E-Z. Genève: Bibliothèque de la Revue universelle internationale illustrée. ص. 633-637..